# Todd Bennett
Todd Anthony Bennett (6 de julio de 1962 - 16 de julio de 2013) fue un atleta británico que compitió principalmente en los 400 metros en los Juegos Olímpicos de 1984 celebrados en Los Ángeles, Estados Unidos en la carrera de relevos de 4 x 400, donde ganó la medalla de plata con sus compañeros Kriss Akabusi, Garry de Cook y Philip Brown.
Bennett murió de cáncer el 16 de julio de 2013.